# Phare avant de Sapelo Island
Le phare avant de Sapelo Island (en anglais : Sapelo Island Range Front Light) était un phare situé à l'extrémité sud de l'île de Sapelo, dans le comté de McIntosh en Géorgie.
Il se trouve désormais dans la réserve naturelle de Sapelo Island National Estuarine Research Reserve (SINERR) . Il est inscrit au Registre national des lieux historiques depuis le 26 août 1997 sous le n° 97000335.

## Historique
Le feu directionnel a été construit en 1877 à proximité du phare de Sapelo Island.
En 1855, un phare en bois a été construit près du phare principal. Il a été endommagé ou détruit pendant la guerre de Sécession et remplacé en 1868. Cette structure est tombée en ruine et a été remplacée par la structure en fer actuelle en 1877. Elle a été utilisée jusqu'en 1899, après quoi elle a été démantelée. Il a été ré-assemblé et utilisé par l'United States Coast Guard au cours de la Seconde Guerre mondiale pour rechercher des sous-marins. Il a été restauré en 1997 par le ministère des Ressources naturelles de Géorgie (Georgia Department of Natural Resources (en)), qui gère la majeure partie de l'île de Sapelo. On pense qu'il s'agit de la structure de fer la plus ancienne en Géorgie.

## Description
Le phare   est une tour pyramidale à claire-voie en fonte avec une lanterne carrée de 7,6 m de haut. La tour est peinte en blanc.
Identifiant : ARLHS : USA-1014 .

### Lien connexe
- Liste des phares de Géorgie